# ミシオネス県

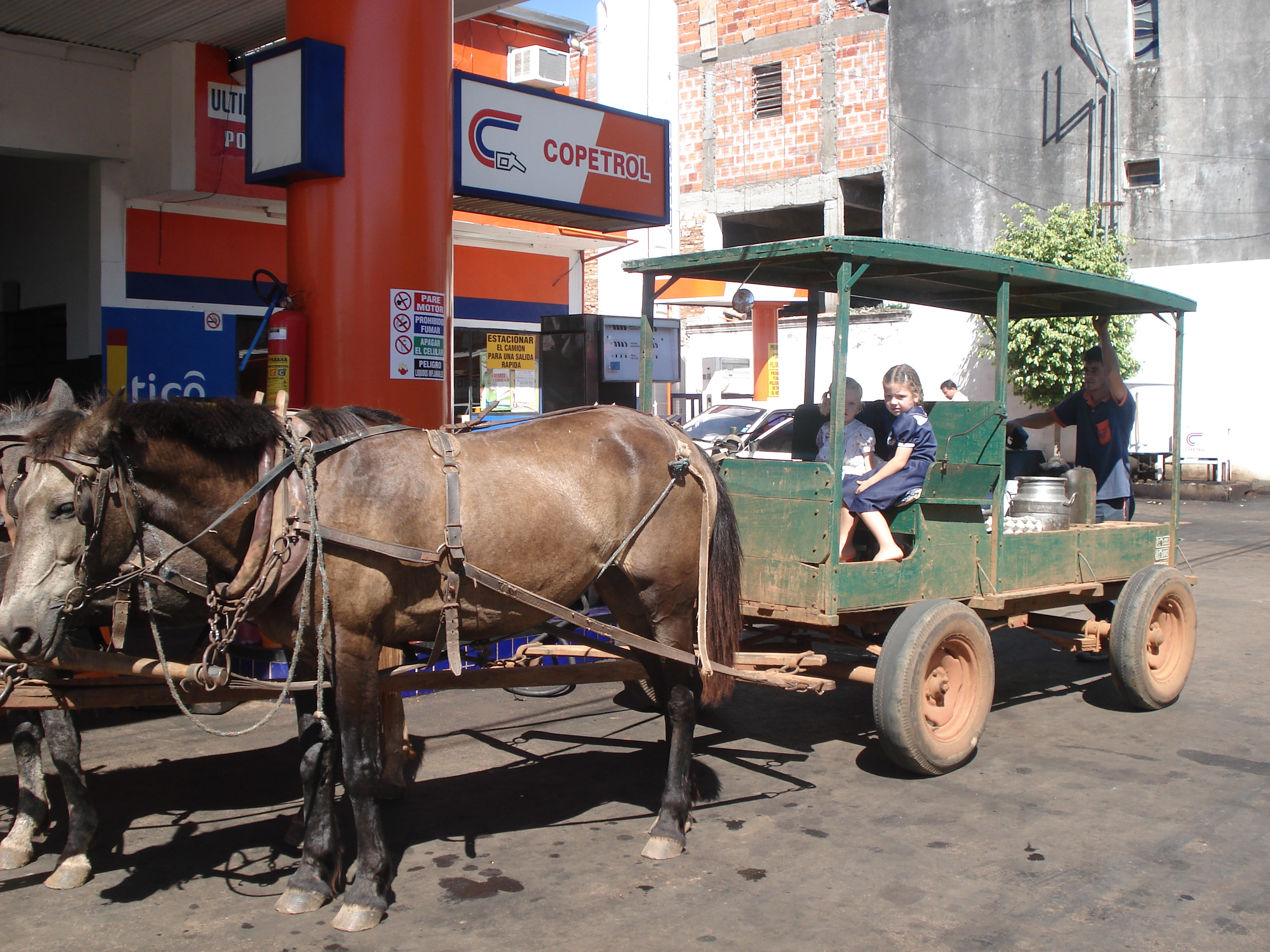
サン・ファン・バウティスタ

ミシオネス県（ミシオネスけん、スペイン語: Departamento de Misiones、スペイン語発音: [miˈsjo.nes]）は、パラグアイ南東部の県。
2016年の人口は12万1985人で、18県中14位。
県都はサン・ファン・バウティスタ。

## 人口
- 2000年7月1日：10万5288人
- 2005年7月1日：10万9419人
- 2010年7月1日：11万4339人
- 2016年7月1日：12万1985人

## 隣接県
- 北：パラグアリ県
- 北東：カアサパ県
- 東：イタプア県
- 南：コリエンテス州
- 西：ニェーンブク県

## 主要都市
- サン・イグナシオ（英語版）：1万8400人
- サン・ファン・バウティスタ：1万3200人(県都)
- アヨラス（英語版）：1万3000人

## 歴史
17世紀にイエズス会の伝道師が入植し、幾つかの都市を築いた。
彼らは先住民のグアラニー人にカテキズムを行う事を目的としていた。
1790年、ヤベビリが建設された。
1844年～1862年の間に、サン・ミゲルとサン・ファン・バウティスタが建設された。
1906年、サン・イグナシオ県が設置された。
県都はサン・イグナシオに置かれた。
1945年、県都がサン・ファン・バウティスタに移り、ミシオネス県に改名された。
これは伝道（イエズス会伝道所）を意味するスペイン語 misión が語源である。（複数形が Misiones）

## 地理
北はテビクアリ川、南はパラナ川が境界である。

## 交通
- フアン・デ・アヨラス空港（英語版）：アヨラス（英語版）市

## 参考資料
- Geografía del Paraguay - Editorial Hispana Paraguay S.R.L.- 1a. Edición 1999 - Asunción Paraguay
- Geografía Ilustrada del Paraguay - ISBN 99925-68-04-6 - Distribuidora Arami S.R.L.
- La Magia de nuestra tierra. Fundación en Alianza. Asunción. 2007.